# 2017 au Mexique
Cet article traite des événements qui se sont produits durant l'année 2017 au Mexique.

## Événements

### Janvier 2017
- 18 janvier : fusillade au Colegio Americano del Noreste (en).

### Septembre 2017
- 7 septembre : séisme au Chiapas.
- 19 septembre : séisme dans l'État de Puebla.

## Décès
- 22 février : David Bárcena Ríos, un cavalier et pentathlonien
- 15 mai : Javier Valdez Cárdenas, un journaliste